# Чернечий Яр
Черне́чий Яр — село в Україні, у Диканській селищній громаді Полтавського району Полтавської області. Населення становить 421 осіб. До 2020 орган місцевого самоврядування — Великобудищанська сільська рада.

## Географія
Село Чернечий Яр знаходиться за 1 км від правого берега річки Ворскла, примикає до села Великі Будища. Поруч проходить автомобільна дорога Н12.

## Історія

Великобудищанський Преображенський жіночий монастир на карті, 1857 рік

Раніше 1609 року на місці нинішнього Чернечого Яру в лісистій місцевості Монастирищина недалеко від річки Ворскли (нині це місце між селами Чернечий Яр та Михайлівка Диканської селищної громади) був заснований Спаський дівочий скит
1672 року йому надано статус монастиря універсалом гетьмана І. Самойловича. Монастирю було віддане с. Чернечий Яр, 2 млини на Ворсклі, ліс та орні землі. За даними «Енциклопедії історії України» ця дата вважається датою заснування монастиря.
1688 року маєтності монастиря підтверджено гетьманом І. Мазепою.
1682 (можливо 1689) обитель була перенесена Генеральним писарем В. Кочубеєм до підніжжя узвишшя Вершигора у с. Чернечий Яр, за 3 версти від попереднього місця. В.Кочубей подарував монастирю Євангеліє, надруковане у Москві 1681, із своїм власноручним надписом.
1718 року іменувався Скитським дівочим Великобудиським монастирем з підданою 171 особою (Компут Полтавського полку 1718 року).

Постер фільму «Вони йшли на Схід»

Постер фільму «Соняшники»

Згідно з указом імператриці Катерини II від 10 квітня 1786 про секуляризацію монастирських земель у Київській, Чернігівській та Новгород-Сіверській губерніях, монастирські селяни були передані державі, а за монастирем лишилися лише трохи малородючої землі та 2 млини на Ворсклі.
На 1826 рік монастир мав дві церкви: Спасо-Преображенську (спочатку — дерев'яну, а з 1782 муровану, холодну) і Благовіщенську (дерев'яну, теплу). Йому належало також 10 будинків.
1865 у його володіння передані лісові урочища Михайлівщина та Грабовщина. Монастир пережив пожежі 1820 та 1848 року.
Є версія, за якою свого часу насельницею монастиря була дочка В. Кочубея Мотря (у постригу Марія)
За свідченнями сучасників монастир відвідувала мати Миколи Гоголя Марія Іванівна.
Указом Полтавської духовної консисторії від 23 липня 1860 року за № 9649, на підставі указу Священного Синоду від 16 червня 1860 р. за № 488 Великобудищанський Преображенський серед жіночих монастирів був визнаний у Полтавській єпархії найзручнішим для «епітимійців» з духовних і світських осіб, через віддаленість їх від міст, ярмарків, базарів, тобто якнайкращого розташування їх для усамітнення.
1887 року монастир було перенесено до с. Писарівщина і перейменовано на «Свято-Троїцький».
1859 року у козацькому селі налічувалось 254 дворів, мешкало 1660 осіб (792 чоловічої статі та 868 — жіночої), існував жіночий монастир.
Станом на 1885 рік у колишньому державному та власницькому селі Великобудищанської волості Зіньківського повіту Полтавської губернії, мешкало 597 осіб, налічувалось 146 дворових господарств, існувало 2 православні церкви, 2 постоялих двори, 9 вітрових млинів.
У селі в 1964 році знімалася двосерійна кіноепопея «Вони йшли на Схід» режисера Джузеппе Де Сантіса (СРСР—Італія) і в 1970 році італійсько-франко-радянський фільм режисера Вітторіо Де Сіка «Соняшники» з Софі Лорен і Марчелло Мастроянні в головних ролях. Стоячи на пагорбі над Чернечим Яром і Ворсклою, Софі Лорен назвала цю місцину раєм.
12 червня 2020 року, відповідно до розпорядження Кабінету Міністрів України № 721-р «Про визначення адміністративних центрів та затвердження територій територіальних громад Полтавської області», село увійшло до складу Диканської селищної громади.

19 липня 2020 року, в результаті адміністративно - територіальної реформи та ліквідації Диканського району, село увійшло до складу новоутвореного Полтавського району.

## Населення

### Мова
Розподіл населення за рідною мовою за даними перепису 2001 року:
| Мова       | Кількість | Відсоток |
| ---------- | --------- | -------- |
| українська | 399       | 94.77%   |
| російська  | 22        | 5.23%    |
| Усього     | 421       | 100%     |

## Економіка
У селі розташований офіс виробника снеків ТОВ «Укрпродснекгруп».

## Особистості
- Даценко Іван Іванович — льотчик, учасник Другої світової війни, Герой Радянського Союзу.